# Samtycke inom BDSM
| Samtycke inom BDSM |
| --- |
| Undergiven kvinna som trycks ner i en låda, efter att ha givit samtycke till handlingen. - Betydelse – samtycke till handlingar eller relationer inom BDSM - Sammanhang – medgivande till handlingar under lek som annars kan ses som olaga tvång, misshandel, våldtäkt eller tortyr - Relaterat begrepp – informerat samtycke (att någon informerats om och förstår handlingars konsekvenser) |

Samtycke inom BDSM (engelska: Bondage/Discipline, Dominance/Submission och Sadism/Masochism) handlar om att en deltagare i leken givit sitt samtycke till vissa handlingar eller typer av relationer. Detta inkluderar medgivande till handlingar som annars kan ses som olaga tvång, misshandel, våldtäkt eller tortyr.
Ett samtycke i samband med BDSM-aktiviteter har mycket gemensamt med principen om informerat samtycke (när någon informerats om och förstått vad hen kan samtycka till). Samtycket är på samma gång en personlig, etisk och social fråga, och ämnet är centralt inom BDSM-kulturen. Där är samtycket det som gör det möjligt att leka på detta ofta riskfyllda och ovanliga sätt, i lekar som oftast bryter mot konventionella umgängesregler.

## Varianter och miljö
Inom BDSM-kulturen har utvecklats flera olika koncept kring inhämtande och förståelse av samtycke. De är oftast kända via förkortningar som hämtats från de engelskspråkiga begreppsnamn, inklusive PRICK (personal responsibility in consensual kink), RACK (risk-aware consensual kink) och SSC (safe, sane and consensual).
Betraktare utanför BDSM-kulturen har ofta åsikter omkring BDSM-kulturens egenheter och verksamhet, och i lagstiftningen i många länder finns olika regler som kan begränsa hur långt BDSM-lekarna kan drivas utan att bryta mot en lag. Exempelvis har Sverige lagar om att man inte kan samtycka till tillfogande av våld motsvarande mer än ringa misshandel. Uttryckligt samtycke, det vill säga samtycke där den/de berörda klart och tydligt angivit vad samtycket gäller, förutsätts ofta i samband med BDSM-aktiviteter.
Ett tidigare uttalat samtycke kan dock dras tillbaka när som helst under tiden som handlingen eller handlingarna sker. Inom BDSM sker detta ofta genom utnyttjandet av ett stoppord eller motsvarande gest eller kroppsberöring. BDSM-leken inkluderar i regel samtyckta former av våld, tvång eller frihetsberörande, och här ingår ofta ett lekfullt motstånd mot handlingarna där ord som nej! eller sluta! används som scenförstärkande delar av det pågående rollspelet.
Inom BDSM-kulturen ses ofta handlingar som utförs utan uttryckligt medgivande som misshandel eller framtvingat våld, och utnyttjandet av stoppord ses där som en nödvändighet för att kunna undvika destruktiva resultat av leken. Förhandlingen inom BDSM-kulturen i syfte att nå samtycke kan utgöras av fyra olika delar; dessa täcker typen av lek, kroppsdelar, gränser och stoppord.

## Koncept
Samtycket kan inhämtas verbalt eller i skriven form. Principen om samtycke grundar sig i den klassiskt liberala idén att en individs frihet kan mätas genom frånvaron av hinder för hens personliga val. På samma sätt som i den klassiska liberalismen spelar även skadeprincipen roll. Samtycke är, inom BDSM och vissa akademiska tankesätt, det som skiljer en brottslig handling från giltig personlig frihet.
Informerat samtycke är tanken att samtycket uttrycks via tillräckligt mycket information och förståelse om vad samtycket innebär. På samma sätt som i samhället i övrigt är en försämrande av ett mentalt tillstånd eller en beslutsförmåga något som förhindrar möjligheten att ge sitt informerade och förståelsebaserade samtycke. Samtycke som ges via övertalning, påtryckning eller rent tvång kan anses som ogiltigt.
Ett annat koncept handlar om tidpunkten för samtycket, tillbakadragandet av samtycke och vad som händer sedan. När någon säger "nej", "sluta" eller något liknande, är man enligt den allmänna lagen skyldig att avbryta handlingen. Detta berör något som kan kallas samtidigt samtycke. I praktiken kan detta vålla bekymmer inom utövande av vissa BDSM-handlingar, i samband med mer långtgående och mer eller mindre permanentade maktutbyten (se master/slave-dynamik eller "våldtäktslek").

## Sammanhang
Samtycke kan inhämtas på ett antal olika sätt, ofta beroende på sammanhang och typ av BDSM-lek. Samtycket kan inhämtas skriftligen eller muntligen, och det kan begränsas till en viss tid och till vissa handlingar. Leken inkluderar i regel tydligt uppgjorda stoppord eller motsvarande kroppssignaler, så att leken när som helst kan avbrytas när något inte känns rätt.
Inom BDSM-kulturen förekommer det ofta att samtycke inhämtas för den närmaste timmen eller kvällen. När en "scen" pågår längre, är det vanligt med ett mer formaliserat "scenkontrakt" som definierar vad som kommer att ske och vem som är ansvarig för vad; par som känner till och är trygga med varandras intressen och gränser kan dock leka utan att behöva utforma ett konkret kontrakt. Vissa "kontrakt "kan vara detaljerade och sträcka sig över ett antal sidor text – särskilt om en scen är tänkt att vara motsvarande ett veckoslut eller längre tid. Dessa "kontrakt" är inte lagligen giltiga handlingar utan bara inbördes förtydliganden av samtycket mellan vuxna personer.
När scenen och maktutbytet pågått en längre tid, kan handlingarna utvecklas till en mer långvarig relation. En typ av mer specificerat "kontrakt" kan då utgöras av ett "slavkontrakt", som definierar karaktären och begränsningarna hos den pågående rollspelsrelationen mellan lekdeltagarna.

### Consensual non-consent
Begreppet CNC står inom BDSM-världen för consensual non-consent – 'samtyckt icke-samtycke'. Detta är en ömsesidig överenskommelse där man under en viss tid handlar som om samtycke inte spelar någon roll. Denna överenskommelse träffas innan handlingarna och med syftet att låta maktförskjutningen i scenen gå längre än annars och via handlingar som inte planerats eller kunnat förutses innan. Ett djupt förtroende behöver finnas mellan deltagarna i leken, så den undergivna kan lita på den dominantas goda omdöme och hänsyn, och att den dominanta kan lita på att den undergivna markerar när något gått för långt. Ett omdöme påverkat av drog- eller alkoholintag kan då vara direkt farligt.
Inom ett CNC-sammanhang kan man utföra handlingar och uttrycka känslor som går längre än annars. Detta kan inkludera rena våldtäktslekar eller lekar av typen fear play (där adrenalinutsöndring genom framkallande av rädsla eller ren skräck är en del av syftet). Båda är en form av edgeplay, en sorts BDSM där man utmanar sina egna eller den andra personens gränser och tillsammans väljer att fortsätta utmanandet av dessa gränser, ofta kopplat till sexuell tillfredsställelse.
Inom produktion av en del våldspornografi sätts detta scenförfarande i system, och där fungerar ansiktsuttryck av rädsla som en bekräftelse av realismen i maktförskjutningen. Det måste dock trots detta fortfarande gå att avbryta en scen, med hänsyn till skådespelarnas hälsa och välmående. Det finns branschetiska regler för hur man på ett säkert sätt kan producera den här typen av material, och med möjligheter för deltagarna att avbryta scenen. Det är dock inte alla produktionsbolag som alltid följer dessa regler i praktiken.
CNC är kopplat till extrem tillit och förståelse inom relationen. Den är dock kontroversiell inom BDSM-kulturen, eftersom man ibland åsidosätter normala regler kring säkerhet och missbruk. Vanligen förekommer denna typ av dynamik bara inom utpräglade master/slave-relationer, där man överlämnar ens egen vilja i den andras händer. CNC-dynamiken kan också vara kopplad till tillfällen där den undergivna accepterar bli disciplinerad på ett sätt som enligt hen passar i relationen.
CNC-aktiviteter kan vara än mer fysiskt och psykiskt utmanande än andra typer av BDSM. Därför är det här än viktigare med en god eftervård, så att deltagarna kan "landa" mjukt i den omgivande verkligheten.